# آرتور اومره
آرتور اومره (انگلیسی: Arthur Omre; ۱۷ دسامبر ۱۸۸۷ – ۱۶ اوت ۱۹۶۷) رمان‌نویس و نویسنده داستان کوتاه اهل نروژ بود.